# Седико
Сѐдико (на италиански: Sedico; на венециански: Sèdego, Седего) е град и община в Северна Италия, провинция Белуно, регион Венето. Разположен е на 317 m надморска височина. Населението на общината е 10 018 души (към 2014 г.).